# 루카이족

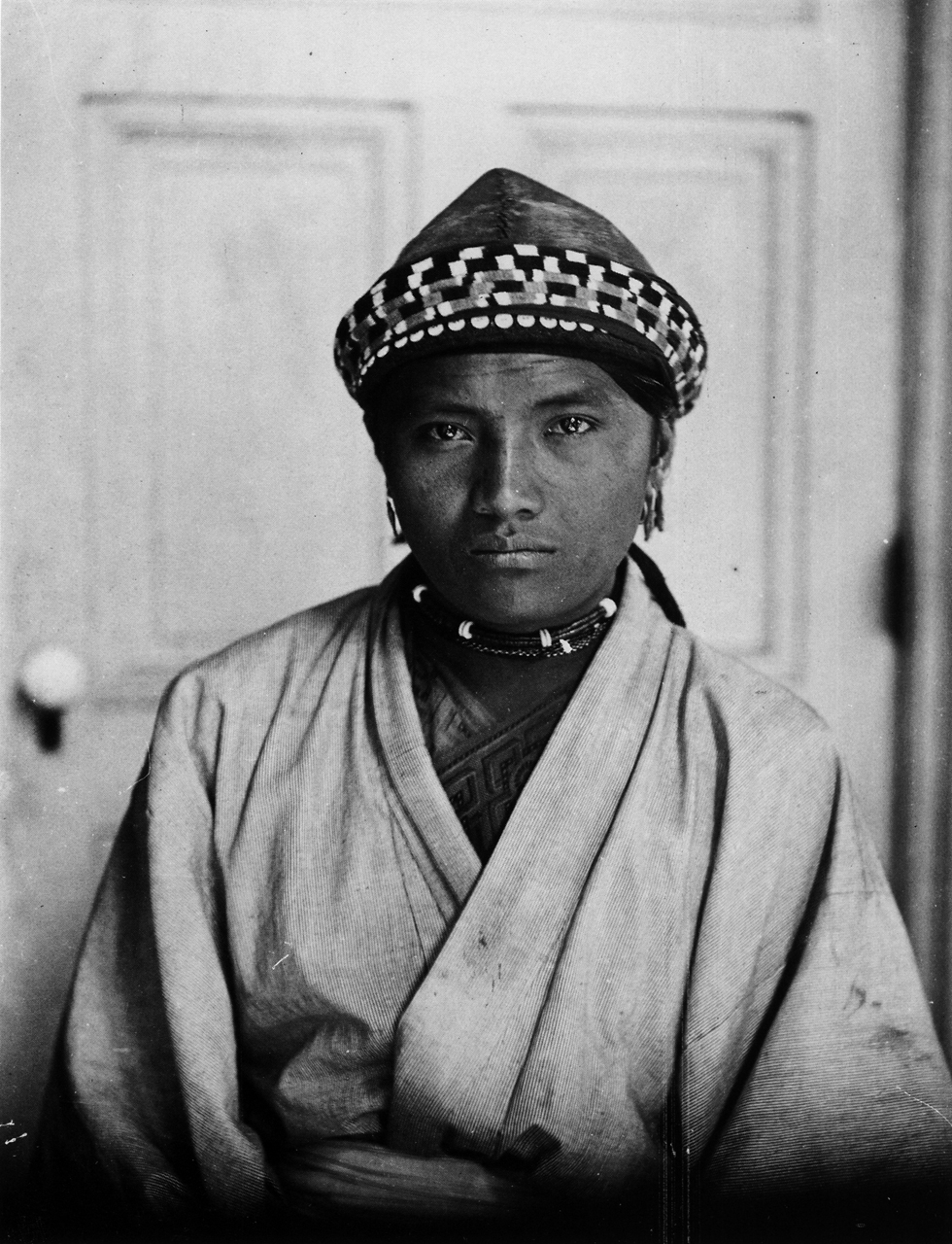
일본 통치 시대에 도쿄 제국 대학 인류학부를 방문한 루카이족 촌장

루카이족(Rukai, 루카이어: Drekay, 중국어: 魯凱族 루카이족[*])은 대만 원주민족 중 하나이다. 대만 섬 남부의 6개 집단으로 이루어져 있으며 각각 루카이어의 고유 방언을 사용한다. 2014년 기준 인구는 12,699명으로 13개 공인 원주민족 중 7번째로 많았다. 과거 "산악 사람"을 뜻하는 차리센(Tsarisen)이라는 이름으로도 불렸다.

## 같이 보기
- 루카이어